# Mehmet Topal
Mehmet Topal (Malatya, 3 maart 1986) is een Turks voormalig voetballer. Topal was de eerste voetballer die Turks landskampioen werd met drie verschillende teams.

## Clubcarrière

### Galatasaray
Topal kwam in het eerste elftal van Galatasaray in het seizoen 2006/07 als vervanger voor Tobias Linderoth. Hij kreeg een plaats in het basiselftal en werd daarbij opgemerkt door Turks bondscoach Fatih Terim. Later, in het seizoen 2007/08 werd zijn club kampioen van Turkije. Topal verdiende met zijn spel een selectie voor het nationaal elftal van Turkije en werd daarin vervolgens een vaste waarde. Topal speelde ruim tachtig competitiewedstrijden bij Galatasaray en speelde achttien wedstrijden in de Europese clubtoernooien; in de UEFA Europa League 2009/10 maakte hij een doelpunt in de groepswedstrijd tegen Dinamo Boekarest op 5 november 2009.

### Valencia
In het seizoen 2009/10 werd Topal opgemerkt door Valencia CF, om in mei 2010 door deze club te worden overgenomen voor ongeveer vijf miljoen euro. In Valencia speelde Topal twee seizoenen in de Primera División. Hij kwam in actie in 43 competitieduels (één doelpunt). In het seizoen 2011/12 van de Europa League schoot hij Valencia naar de achtste finale door op 16 februari 2012 het enige doelpunt te maken tegen Stoke City; ook in de kwartfinale tegen AZ was hij trefzeker (2–5 winst over twee wedstrijden). Valencia strandde in de halve finale na verlies van Atlético Madrid.

### Fenerbahçe
Op 28 juni 2012 maakte Fenerbahçe SK, rivaal van Topals voormalige werkgever Galatasaray, bekend dat ze in onderhandeling was met Topal.
Op 1 juli werd bekendgemaakt dat Fenerbahçe hem voor vier jaar had vastgelegd. Topal werd een speler in het basiselftal en won in het seizoen 2013/14 de landstitel. Op 20 januari 2015 speelde hij zijn honderdste wedstrijd in dienst van Fenerbahçe, een bekerduel tegen Altınordu.
In de zomer van 2019 gingen Topal en Fenerbahçe uitelkaar.

### Istanbul Başakşehir
Na zijn vertrek bij Fenerbahçe tekende hij een 1+1 contract bij Istanbul Başakşehir. In zijn eerste seizoen werd de club voor het eerst in haar bestaan landskampioen. Voor Topal was dit het derde landskampioenschap met een derde club. Hij werd de eerste die dit lukte in de Turkse voetbalgeschiedenis.

### Beşiktaş
In de zomer van 2021 tekende Topal een 1+1 contract met Beşiktaş. In zijn periode bij de club won hij de Turkse supercup.
Op 19 juli 2022 maakte hij bekend met pensioen te gaan.

## Interlandcarrière
Mehmet Topal maakte zijn debuut in het Turks voetbalelftal op 6 februari 2008 in een doelpuntloos oefenduel tegen Zweden (0–0). Hij maakte deel uit van de selectie van Turkije op het Europees kampioenschap voetbal 2008, die de halve finale haalde. Op 3 september 2015 speelde Topal tegen Letland (1–1 gelijkspel) zijn vijftigste interland. Met Turkije nam hij in juni 2016 deel aan het Europees kampioenschap voetbal 2016 in Frankrijk. Na nederlagen tegen Spanje (0–3) en Kroatië (0–1) en een overwinning op Tsjechië (2–0) was Turkije uitgeschakeld in de groepsfase.
| Interlands van Mehmet Topal voor Turkije | Interlands van Mehmet Topal voor Turkije | Interlands van Mehmet Topal voor Turkije | Interlands van Mehmet Topal voor Turkije | Interlands van Mehmet Topal voor Turkije | Interlands van Mehmet Topal voor Turkije | Interlands van Mehmet Topal voor Turkije |
| №                                        | Datum                                    | Wedstrijd                                | Uitslag                                  | Soort wedstrijd                          | Doelpunten                               |                                          |
| Als speler bij Galatasaray               | Als speler bij Galatasaray               | Als speler bij Galatasaray               | Als speler bij Galatasaray               | Als speler bij Galatasaray               | Als speler bij Galatasaray               | Als speler bij Galatasaray               |
| ---------------------------------------- | ---------------------------------------- | ---------------------------------------- | ---------------------------------------- | ---------------------------------------- | ---------------------------------------- | ---------------------------------------- |
| 1.                                       | 6 februari 2008                          | Turkije – Zweden                         | 0 – 0                                    | Vriendschappelijk                        |                                          |                                          |
| 2.                                       | 26 maart 2008                            | Wit-Rusland – Turkije                    | 2 – 2                                    | Vriendschappelijk                        |                                          |                                          |
| 3.                                       | 20 mei 2008                              | Slowakije – Turkije                      | 0 – 1                                    | Vriendschappelijk                        |                                          |                                          |
| 4.                                       | 25 mei 2008                              | Uruguay – Turkije                        | 3 – 2                                    | Vriendschappelijk                        |                                          |                                          |
| 5.                                       | 29 mei 2008                              | Finland – Turkije                        | 0 – 2                                    | Vriendschappelijk                        |                                          |                                          |
| 6.                                       | 11 juni 2008                             | Zwitserland – Turkije                    | 1 – 2                                    | EK 2008                                  |                                          |                                          |
| 7.                                       | 15 juni 2008                             | Tsjechië – Turkije                       | 2 – 3                                    | EK 2008                                  |                                          |                                          |
| 8.                                       | 20 juni 2008                             | Kroatië – Turkije                        | 1 – 1                                    | EK 2008                                  |                                          |                                          |
| 9.                                       | 25 juni 2008                             | Duitsland – Turkije                      | 3 – 2                                    | EK 2008                                  |                                          |                                          |
| 10.                                      | 20 augustus 2008                         | Turkije – Chili                          | 1 – 0                                    | Vriendschappelijk                        |                                          |                                          |
| 11.                                      | 10 september 2008                        | Turkije – België                         | 1 – 1                                    | Kwalificatie WK 2010                     |                                          |                                          |
| 12.                                      | 2 juni 2009                              | Turkije – Azerbeidzjan                   | 2 – 0                                    | Vriendschappelijk                        |                                          |                                          |
| 13.                                      | 5 juni 2009                              | Frankrijk – Turkije                      | 1 – 0                                    | Vriendschappelijk                        |                                          |                                          |
| 14.                                      | 22 mei 2010                              | Tsjechië – Turkije                       | 1 – 2                                    | Vriendschappelijk                        |                                          |                                          |
| 15.                                      | 26 mei 2010                              | Noord-Ierland – Turkije                  | 0 – 2                                    | Vriendschappelijk                        |                                          |                                          |
| 16.                                      | 29 mei 2010                              | Verenigde Staten – Turkije               | 2 – 1                                    | Vriendschappelijk                        |                                          |                                          |
| Als speler bij Valencia                  |                                          |                                          |                                          |                                          |                                          |                                          |
| 17.                                      | 29 maart 2011                            | Turkije – Oostenrijk                     | 2 – 0                                    | Kwalificatie EK 2012                     |                                          |                                          |
| 18.                                      | 3 juni 2011                              | België – Turkije                         | 1 – 1                                    | Kwalificatie EK 2012                     |                                          |                                          |
| 19.                                      | 10 augustus 2011                         | Turkije – Estland                        | 3 – 0                                    | Vriendschappelijk                        |                                          |                                          |
| 20.                                      | 6 september 2011                         | Oostenrijk – Turkije                     | 0 – 0                                    | Kwalificatie EK 2012                     |                                          |                                          |
| 21.                                      | 11 oktober 2011                          | Turkije – Azerbeidzjan                   | 1 – 0                                    | Kwalificatie EK 2012                     |                                          |                                          |
| 22.                                      | 11 november 2011                         | Turkije – Kroatië                        | 0 – 3                                    | Kwalificatie EK 2012                     |                                          |                                          |
| 23.                                      | 29 februari 2012                         | Turkije – Slowakije                      | 1 – 2                                    | Vriendschappelijk                        |                                          |                                          |
| 24.                                      | 24 mei 2012                              | Georgië – Turkije                        | 1 – 3                                    | Vriendschappelijk                        |                                          |                                          |
| 25.                                      | 26 mei 2012                              | Finland – Turkije                        | 3 – 2                                    | Vriendschappelijk                        |                                          |                                          |
| 26.                                      | 2 juni 2012                              | Portugal – Turkije                       | 1 – 3                                    | Vriendschappelijk                        |                                          |                                          |
| 27.                                      | 5 juni 2012                              | Turkije – Oekraïne                       | 2 – 0                                    | Vriendschappelijk                        |                                          |                                          |
| Als speler bij Fenerbahçe                |                                          |                                          |                                          |                                          |                                          |                                          |
| 28.                                      | 15 augustus 2012                         | Oostenrijk – Turkije                     | 2 – 0                                    | Vriendschappelijk                        |                                          |                                          |
| 29.                                      | 7 september 2012                         | Nederland – Turkije                      | 2 – 0                                    | Kwalificatie WK 2014                     |                                          |                                          |
| 30.                                      | 11 september 2012                        | Turkije – Estland                        | 3 – 0                                    | Kwalificatie WK 2014                     |                                          |                                          |
| 31.                                      | 12 oktober 2012                          | Turkije – Roemenië                       | 0 – 1                                    | Kwalificatie WK 2014                     |                                          |                                          |
| 32.                                      | 14 november 2012                         | Turkije – Denemarken                     | 1 – 1                                    | Vriendschappelijk                        |                                          |                                          |
| 33.                                      | 6 februari 2013                          | Turkije – Tsjechië                       | 0 – 2                                    | Vriendschappelijk                        |                                          |                                          |
| 34.                                      | 28 mei 2013                              | Letland – Turkije                        | 3 – 3                                    | Vriendschappelijk                        |                                          |                                          |
| 35.                                      | 31 mei 2013                              | Slovenië – Turkije                       | 2 – 0                                    | Vriendschappelijk                        |                                          |                                          |
| 36.                                      | 6 september 2013                         | Turkije – Andorra                        | 5 – 0                                    | Kwalificatie WK 2014                     |                                          |                                          |
| 37.                                      | 10 september 2013                        | Roemenië – Turkije                       | 0 – 2                                    | Kwalificatie WK 2014                     |                                          |                                          |
| 38.                                      | 11 oktober 2013                          | Estland – Turkije                        | 0 – 2                                    | Kwalificatie WK 2014                     |                                          |                                          |
| 39.                                      | 15 oktober 2013                          | Turkije – Nederland                      | 0 – 2                                    | Kwalificatie WK 2014                     |                                          |                                          |
| 40.                                      | 15 november 2013                         | Turkije – Noord-Ierland                  | 1 – 0                                    | Vriendschappelijk                        |                                          |                                          |
| 41.                                      | 3 september 2014                         | Denemarken – Turkije                     | 1 – 2                                    | Vriendschappelijk                        |                                          |                                          |
| 42.                                      | 9 september 2014                         | IJsland – Turkije                        | 3 – 0                                    | Kwalificatie EK 2016                     |                                          |                                          |
| 43.                                      | 10 oktober 2014                          | Turkije – Tsjechië                       | 1 – 2                                    | Kwalificatie EK 2016                     |                                          |                                          |
| 44.                                      | 13 oktober 2014                          | Letland – Turkije                        | 1 – 1                                    | Kwalificatie EK 2016                     |                                          |                                          |
| 45.                                      | 12 november 2014                         | Turkije – Brazilië                       | 0 – 4                                    | Vriendschappelijk                        |                                          |                                          |
| 46.                                      | 16 november 2014                         | Turkije – Kazachstan                     | 3 – 1                                    | Kwalificatie EK 2016                     |                                          |                                          |
| 47.                                      | 28 maart 2015                            | Nederland – Turkije                      | 1 – 1                                    | Kwalificatie EK 2016                     |                                          |                                          |
| 48.                                      | 8 juni 2015                              | Turkije – Bulgarije                      | 4 – 0                                    | Vriendschappelijk                        |                                          |                                          |
| 49.                                      | 12 juni 2015                             | Kazachstan – Turkije                     | 0 – 1                                    | Kwalificatie EK 2016                     |                                          |                                          |
| 50.                                      | 3 september 2015                         | Turkije – Letland                        | 1 – 1                                    | Kwalificatie EK 2016                     |                                          |                                          |
| 51.                                      | 6 september 2015                         | Turkije – Nederland                      | 3 – 0                                    | Kwalificatie EK 2016                     |                                          |                                          |
| 52.                                      | 10 oktober 2015                          | Tsjechië – Turkije                       | 0 – 2                                    | Kwalificatie EK 2016                     |                                          |                                          |
| 53.                                      | 13 november 2015                         | Qatar – Turkije                          | 1 – 2                                    | Vriendschappelijk                        |                                          |                                          |
| 54.                                      | 17 november 2015                         | Turkije – Griekenland                    | 0 – 0                                    | Vriendschappelijk                        |                                          |                                          |
| 55.                                      | 24 maart 2016                            | Turkije – Zweden                         | 2 – 1                                    | Vriendschappelijk                        |                                          |                                          |
| 56.                                      | 29 maart 2016                            | Oostenrijk – Turkije                     | 1 – 2                                    | Vriendschappelijk                        |                                          |                                          |
| 57.                                      | 22 mei 2016                              | Engeland – Turkije                       | 2 – 1                                    | Vriendschappelijk                        |                                          |                                          |
| 58.                                      | 29 mei 2016                              | Turkije – Montenegro                     | 1 – 0                                    | Vriendschappelijk                        | 90+4'                                    |                                          |
| 59.                                      | 5 juni 2016                              | Slovenië – Turkije                       | 0 – 1                                    | Vriendschappelijk                        |                                          |                                          |
| 60.                                      | 12 juni 2016                             | Turkije – Kroatië                        | 0 – 1                                    | EK 2016                                  |                                          |                                          |
| 61.                                      | 17 juni 2016                             | Spanje – Turkije                         | 3 – 0                                    | EK 2016                                  |                                          |                                          |
| 62.                                      | 21 juni 2016                             | Tsjechië – Turkije                       | 0 – 2                                    | EK 2016                                  |                                          |                                          |

1 Reçber ·
2 Servet ·
3 Balta ·
4 Zan ·
5 Emre Belözoğlu  ·
6 Mehmet Topal ·
7 Mehmet Aurélio ·
8 Nihat ·
9 Şentürk ·
10 Karadeniz ·
11 Metin ·
12 Zengin ·
13 Emre Güngör ·
14 Turan ·
15 Emre Aşık ·
16 Boral ·
17 Tuncay Şanlı ·
18 Kâzım-Richards ·
19 Akman ·
20 Sarıoğlu ·
21 Erdinç ·
22 Altıntop ·
23 Demirel ·
Coach: Terim
1 Babacan ·
2 Kaya ·
3 Balta ·
4 Çalık ·
5 Şahin ·
6 Çalhanoğlu ·
7 Gönül ·
8 İnan ·
9 Tosun ·
10 Turan ·
11 Şahan ·
12 Kıvrak ·
13 Köybaşı ·
14 Özyakup ·
15 Topal ·
16 Tufan ·
17 Yılmaz ·
18 Erkin ·
19 Mallı ·
20 Şen ·
21 Mor ·
22 Özbayraklı ·
23 Tekin ·
Coach: Terim